# Església de Santo Tomé de Toledo
L'església de Santo Tomé de Toledo, també anomenada de Santo Tomás Apóstol, es troba en el centre històric de la ciutat de Toledo, fou fundada després de la reconquesta de Toledo pel rei Alfons VII. Apareix citada en el segle xii, com construïda sobre el solar d'una antiga mesquita del segle xi. Aquesta antiga mesquita junt amb altres de la ciutat van ser utilitzades com a esglésies sense grans canvis, ja que en la presa de la ciutat no hi va haver destrucció d'edificis. A començaments del segle xiv, Gonzalo Ruiz de Toledo, senyor d'Orgaz, per trobar-se en estat ruïnosa el mencionat edifici va fer reconstruir una nova església i va transformar l'antic minaret de la mesquita en campanar d'estil mudèjar. La seva fama es deu sobretot per tenir en el seu interior la pintura L'enterrament del comte d'Orgaz d'El Greco, que pot contemplar-se accedint per la part posterior de l'església.

## Interior
L'edifici consta de tres naus amb absis poligonal i creuer, cobertes per voltes de canó. Per construir la capella major, amb barreja de mudèjar i gòtic flamíger, el senyor d'Orgaz va manar tirar a terra l'antiga capçalera i va elevar la cúpula central en forma d'estrella de vuit puntes amb els nervis pintats. Al costat de l'evangeli, a la vora de l'altar major es troba una porta que condueix a l'entrada de la torre-campanar i des d'allà es pot pujar per una escala.
Té l'església a les seves capelles dos retaules barrocs, un de plateresc i una pica baptismal del segle xvi. Destaquen una Mare de Déu de marbre del segle xii i el retaule amb elements d'ordre jònic de la capella major del segle xix, que substitueix un d'anterior xorigueresc, on es troba el quadre, La incredulitat de Sant Tomàs, del pintor Vicent López i Portaña.

### Capella de la Concepció

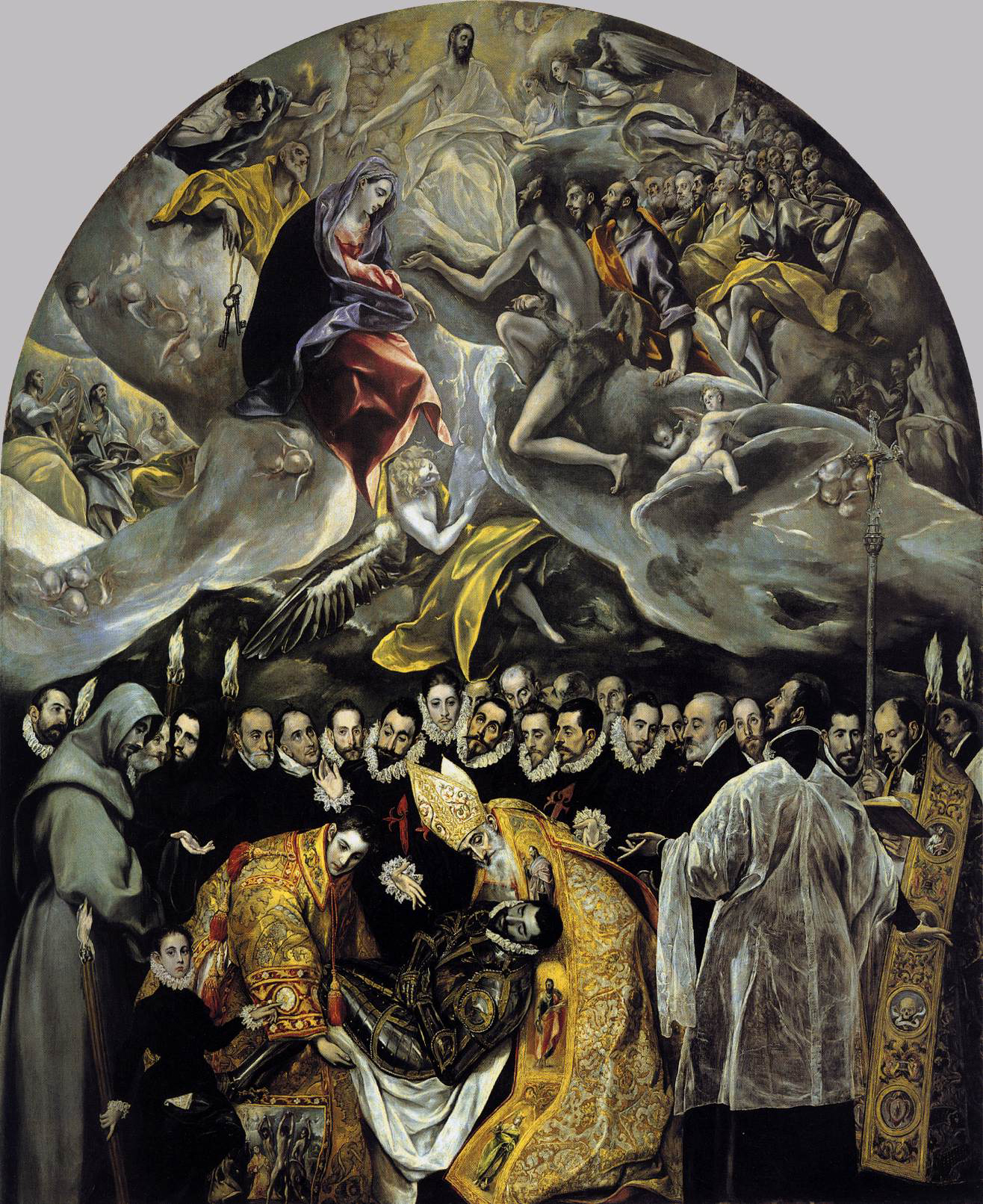
L'enterrament del comte d'Orgaz a l'església de Santo Tomé

En els peus de la nau corresponent a l'epístola a l'anomenada capella de la Concepció, es troba enterrat per petició pròpia en el seu testament Gonzalo Ruiz de Toledo, alcalde de Toledo, benefactor d'aquest temple, i mort el 1323. Segons una llegenda en el seu enterrament van aparèixer sant Esteve i sant Agustí per posar-lo en la seva sepultura, el mencionat miracle és el que representa, sobre la seva tomba, la pintura L'enterrament del comte d'Orgaz realitzada per El Greco el 1584 per encàrrec del que era en aquest temps rector de la parròquia, Andrés Núñez, el qual per a aquesta ocasió va fer reformes a la mencionada capella. Les reformes van constituir la creació d'una nova planta quadrangular coberta per una volta de mitja esfera i els murs quatre arcs de mig punt, dintre d'un d'ells es va incloure una làpida gravada amb l'explicació del miracle i sobre seu adaptant-se a l'arc de la paret la pintura.

La inscripció de l'epitafi en llatí amb lletres dorades sobre marbre negre va ser realitzada per Alvar Gómez de Castro.
| «                                               | Al Déu dels vius i dels difunts. Encara que hi vagis de pressa, atura't una mica, caminant, i escolta en molt poques paraules una antiga història de la nostra ciutat. D. Gonzalo Ruiz de Toledo, Senyor de la vila d'Oryaz i Notari major de Castella, entre d'altres proves que ens va deixar de la seva pietat, va tenir cura que al seu cost es restaurés amb més amplitud aquesta església que estàs veient de Santo Tomás Apóstol, abans angosta i mal fabricada, en la qual va ordenar pel seu testament li donessin sepultura, i la va fer a més a més donatius d'or i plata. Quan els sacerdots es preparaven á enterrar-lo mira quina cosa tan estranya i meravellosa! Sant Esteve i Sant Agustí baixen del cel i l'enterren amb les seves pròpies mans. Quina va poder ser la causa que impulsés aquests Sants? Quan seria llarg de comptar, no estan molt lluny d'aquí els religiosos Agustinians; si tens temps vés allà i pregunta, que ells t'ho diran. Va morir l'any de Crist 1312. Ja has escoltat els efectes de la gratitud dels habitants del cel; escolta ara la inconstància dels mortals. El mateix Gonzalo va manar en el seu testament que els veïns d'Orgaz paguessin tots els anys per al capellà, ministres i pobres d'aquesta parròquia, dos carners, setze gallines, dos odres de vi, dues càrregues de llenya i vuit-cents morabatins. Però els tributaris esperant que el transcurs del temps hauria enfosquit el dret van refusar els anys passats satisfer la deixa, però van ser competits á fer-ho per sentència, l'any de 1570 havent-ho defensat valentament Andrés Nuñez de Madrid, capellà d'aquest temple, i Pedro Ruiz Duro el seu majordom. | » |
| — Epitafi a làpida de l'església de Santo Tomé. | |   |

## Torre exterior
L'antic minaret, reconstruït al segle xiv pel senyor d'Orgaz, és de planta quadrada i de tres pisos o cossos, construït amb maçoneria i maó. Està molt ben conservat i es basa en la torre de l'església de San Román de la mateixa ciutat. Al primer pis hi ha una petita finestra. Al segon pis es troben finestrals de doble arc lobulat a cada una de les cares de la torre. Entre aquest cos i el superior hi ha un fris amb arcuació cega; els arcs estan separats per petites columnes d'argila cuita i vernís vítric. Al tercer pis, els buits per a les campanes estan formats per triples arcs, el central lleugerament apuntat i també a cada una de les seves façanes. El coronament final de la torre està realitzat amb una espècie de cordó de «dents de serra».
Al costat d'una finestra geminada de la torre del segon pis, es troba encastada una placa-nínxol visigòtica de marbre blanc amb una fornícula amb petxina i creu patent, ornada amb les lletres alfa i omega, i estudiada com una peça similar al prototip realitzat als tallers de Mèrida, que haurien estès la seva influència pels artesans de Toledo.